# Ернан Галиндез
Ернан Исмаел Галиндез (шп. Hernán Ismael Galíndez; 30. март 1987) професионални је еквадорски фудбалер који игра на позицији голмана. Тренутно наступа за Уракан и за репрезентацију Еквадора.
Рођен је у Аргентини где је играо за Росарио сентрал. Након краћег периода у Чилеу играо је за Универсидад Католика за који је скупио преко 300 наступа. 
Играо је све три утакмице групне фазе Светског првенства 2022.

## Трофеји
Универсидад католика
- Серија Б Еквадора: 2012.

Аукас
- Серија А Еквадора: 2022.